# Portales (Új-Mexikó)
Portales település az Amerikai Egyesült Államok Új-Mexikó államában, Roosevelt megyében, melynek megyeszékhelye is. Lakosainak száma 12 137 fő (2020. április 1.).

## Népesség
A település népességének változása:

| 2010 | 12 280 |
| 2020 | 12 137 |